# Hudební dílo

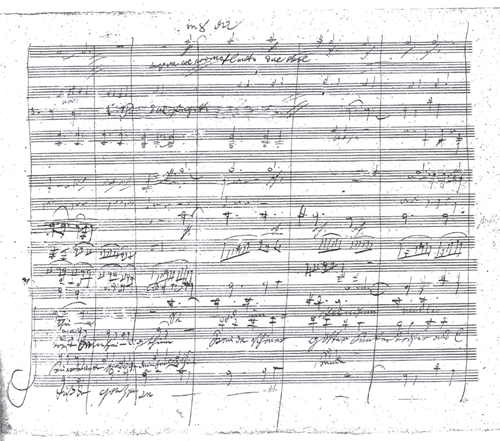
Rukopisná stránka Beethovenovy Deváté symfonie, čtvrtá věta

Hudební dílo (anglicky musical work, francouzsky œuvre musicale) je mezinárodní normou ISO 15707:2001 definováno jako „dílo složené z kombinace zvuků s/nebo bez doprovázejícího textů“. Hudební díla co do druhů či žánrů zahrnují vše od písní k symfoniím, znělky a zvukové motivy k reklamám nevyjímaje.
Hudební dílo je jedním ze základních typů tvůrčích děl, která jsou ve známém modelu FRBR (Funkční požadavky na bibliografické záznamy) chápána jako abstraktní nehmatatelné) entity ve smyslu intelektuálního nebo uměleckého výtvoru. Existence díla včetně díla hudebního se, jak uvádí norma ISO 15707:2001, projevuje prostřednictvím jednoho nebo více vyjádření (anglicky expression; například ve formě rukopisných partitur, koncertních provedení a jejich záznamů) nebo zhmotnění (anglicky manifestation; například publikovaných partitur nebo publikovaných zvukových nahrávek na CD, DVD aj.).
Hudební díla mohou mít modifikované verze (například Symfonie č. 4 skladatele Antona Brucknera existuje v originální verzi z roku 1874, několik verzí pochází z let 1878-1880, revidovaná verze z roku 1886, přepracovaná, zkrácená a přeinstrumentovaná verze od Gustava Mahlera z roku 1888 aj.). Za modifikaci hudebního díla je považován také překlad literárního textu.
Hudební díla mohu mít nové úpravy (aranžmá, například originální dílo Koncert pro housle a orchestr d moll, op. č. 46 skladatele Arama I. Chačaturjana z roku 1940 má úpravu pro housle a klavír z téhož roku (op. č. 46A) a také další úpravu pro flétnu a orchestr z roku 1950, kterou připravil skladatel Jean-Pierre Rampal). Rozsáhlejší úpravy hudebního díla mohou vést případně ke vzniku díla nového (například klavírní suitu Obrázky z výstavy z roku 1874 skladatele M. P. Musorgského zcela nově instrumentoval pro velký orchestr skladatel Maurice Ravel v roce 1922).
Hudební díla mohou zahrnovat části nebo úryvky, které se staly známými vedle svých „mateřských“ děl (například kantátové finále Óda na radost, které je součástí poslední 4. věty Beethovenovy Symfonie č. 9 d moll, op. 125 z let 1822-1824, nebo Solvejžina píseň, která je součástí doprovodné scénické hudby k dramatu H. Ibsena Peer Gynt, op. 23 skladatele Edvarda Griega z let 1874-1875). Úryvek nějakého širšího hudebního díla může existovat také jako samostatné hudební dílo (například známá znělka televizní sítě Eurovize je úryvkem z úvodu barokní skladby Te Deum francouzského skladatele Marca-Antoina Charpentiera, vytvořeného v roce 1690).
Složená hudební díla mohou sestávat z jiných existujících děl nebo jejich částí. Například 4 části hudebního díla Peer Gynt, op. 23 skladatele E. Griega (Ranní nálada, Aasina smrt, Tanec Anitry a Ve sluji Krále hor) se staly součástí jeho nového díla Suita č. I, op. 46 z roku 1881, a jiné 4 části (Únos nevěsty, Arabský tanec, Peer Gyntův návrat a také Solvejžina píseň) součástí díla Suita č. II, op. 55 z roku 1891.
Hudební díla jsou v současnosti jednoznačně identifikována pomocí trvalého mezinárodního identifikátoru ISWC v rámci stejnojmenného registračního systému.